# Krambambuli (Getränk)

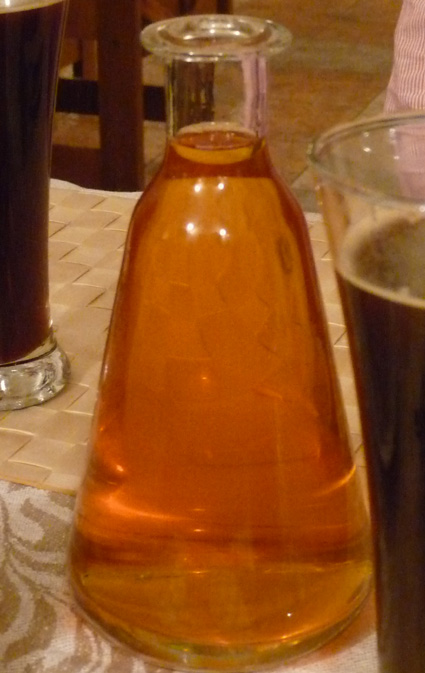
Krambambuli

Krambambuli (auch: Crambambuli) ist eine Spirituose mit intensiver roter Farbe, bestehend aus Branntwein und Auszügen von Wacholderbeeren. Der Name Krambambuli setzt sich aus dem Wort Krandewitt (Kranichholz, anderer Name für Wacholder) und dem rotwelschen Wort Blamp (alkoholisches Getränk) zusammen.
Krambambuli wurde ursprünglich in der Likörfabrik von Isaak Wedel-Links und Eydam Dirck Hekker in Danzig (siehe auch: Der Lachs zu Danzig) hergestellt, aus der auch das noch berühmtere Danziger Goldwasser kam. Nach dem Zweiten Weltkrieg wurden beide Produkte von der Gräflich von Hardenberg’schen Kornbrennerei produziert und vertrieben.

## Krambambuli in Dichtung und Lied
Krambambuli ist der Titel eines 102-strophigen humoristischen Trinkliedes, das 1745 von Christoph Friedrich Wedekind unter dem Pseudonym Crescentius Koromandel verfasst wurde. Das Lied wurde mehrfach gekürzt und durch neue Strophen zum Studentenlied umgearbeitet. Eine Variante wurde schließlich in das Allgemeine Deutsche Kommersbuch, die bedeutendste Sammlung von Studentenliedern, aufgenommen. Bei Studentenverbindungen wird seit dem 19. Jahrhundert die Bezeichnung Krambambuli aufgrund der Farbähnlichkeit auch für Feuerzangenbowle, Glühwein oder andere Weinmischgetränke verwendet.

## Krambambuli in der Literatur
Bekannt ist die Erzählung Krambambuli von Marie von Ebner-Eschenbach, in der ein Vagabund einen Hund gegen zwölf Flaschen Danziger Kirschbranntwein tauscht. Von dem neuen Herren, einem Jäger, nach dem Namen des Tieres gefragt, nennt er ihn nach dem ertauschten Getränk Krambambuli. Die Geschichte wurde mehrmals verfilmt.